# ネットゥーノ・ベースボールクラブ1945
ネットゥーノ・ベースボールクラブ1945（英: Nettuno Baseball Club 1945）は、イタリアのプロ野球チームである。本拠地はラツィオ州ローマ県ネットゥーノのスタディオ・ステノ・ボルゲーゼ。

## 概要
球団創設は1945年。イタリア球界有数の強豪であり、セリエAで17回、コッパ・イタリアで4回、欧州チャンピオンズカップで7回の優勝を誇る。2010年からは前年までのセリエAを改編したイタリアンベースボールリーグ（IBL）に参加したが、財政上の問題からチームは精算され、2011年からはヌオヴァ・BC・チッタ・ディ・ネットゥーノ・ベースボール（Nuova B.C. Città di Nettuno Baseball）がチームの権利を引き継いだ。2015年に再び経営危機に陥り、2016年はチームを編成できず、2017年は当時の2部リーグにあたる連盟セリエA（Serie A Federale）に参加した。プレーオフを制し、2018年から再びトップリーグとなったセリエAに復帰を果たすも、2019年は再びチームを編成できなかった。2020年には新たなチームへの経営権の移譲が認可され、ネットゥーノ・ベースボールクラブ1945として再出発を果たした。
2021年からセリエAに参戦しているアカデミー・オブ・ネットゥーノ（Academy of Nettuno）は下部組織である。一方、同じくネットゥーノを本拠地として2016年から2019年のIBLおよびセリエAに参加したネットゥーノ・ベースボール・シティ（Nettuno Baseball City）は別球団であったが、両者は2020年に合併した。2014年と2015年のIBLに参加したネットゥーノ2・ベースボールクラブ（Nettuno 2 Baseball Club）はまた別の球団である。

## 所属選手

### 日本人選手
- 濱矢廣大（2022年）

### 過去のロースター

#### 2016年シーズン
| 投手 | 投手               | 投手                                                 |
| #    | 国                 | 選手名                                               |
| ---- | ------------------ | ---------------------------------------------------- |
| 5    | イタリアの旗       | ユーリ・モレッリーニ (Yuri Morellini)                |
| 7    | ドミニカ共和国の旗 | フランキー・デラクルーズ (Frankie De La Cruz)        |
| 13   | イタリアの旗       | ミルヴィオ・アンドレオッツィ (Milvio Andreozzi)      |
| 13   | イタリアの旗       | ヴァレリオ・シモーネ (Valerio Simone)                |
| 15   | イタリアの旗       | フェデリコ・ペッシ (Federico Pecci)                  |
| 17   | イタリアの旗       | フランチェスコ・コッツォリーノ (Francesco Cozzolino) |
| 29   | ベネズエラの旗     | ポール・エストラーダ (Paul Estrada)                  |
| 42   | イタリアの旗       | パオロ・タスチーニ (Paolo Taschini)                  |
| 55   | イタリアの旗       | ロベルト・ロド (Robert Rodo)                         |
| 57   | ドミニカ共和国の旗 | ロドニー・ロドリゲス (Rodney Rodriguez)              |
| 捕手 |                    |                                                      |
| #    | 国                 | 選手名                                               |
| 22   | イタリアの旗       | マリオ・トリンチ (Mario Trinci)                      |
| 32   | ベネズエラの旗     | フアン・トーレス (Juan Torres)                       |
| 72   | イタリアの旗       | アンジェロ・トゥレッリ (Angelo Taurelli)             |

| 内野手 | 内野手       | 内野手                                         | 内野手 |
| #      | 国           | 選手名                                         |        |
| ------ | ------------ | ---------------------------------------------- | ------ |
| 2      | イタリアの旗 | マティア・マーキュリー (Mattia Mercuri)        |        |
| 4      | イタリアの旗 | アンドレア・セッラローリ (Andrea Sellaroli)    |        |
| 25     | イタリアの旗 | レナト・インペリアーリ (Renato Imperiali)      |        |
| 27     | イタリアの旗 | ジュゼッペ・マザンティ (Giuseppe Mazzanti)     |        |
| 53     | イタリアの旗 | レオナルド・コラグロッシ (Leonardo Colagrossi) |        |
| 外野手 |              |                                                |        |
| #      | 国           | 選手名                                         |        |
| 18     | キューバの旗 | オネリオ・フォンディン (Onelio Fondin)         |        |
| 19     | イタリアの旗 | ロジェリオ・マルドナド (Rogelio Maldonado)     |        |
| 31     | イタリアの旗 | ジュゼッペ・セッラローリ (Giuseppe Sellaroli)  |        |
| 39     | イタリアの旗 | ニコラス・ダペンポート (Nicholas Davenport)    |        |
| --     | イタリアの旗 | フェデリコ・ジョルダーニ (Federico Giordani)   |        |

## 歴代スポンサー
イタリアでは日本と同様、チーム名にスポンサーの名前を冠する場合がある。スポンサーの名前を冠した歴代の正式名称は以下のとおりである。
- ダネッシ・カフェ・ネットゥーノ（2010年 - 2012年）
- カフェ・ダネッシ・ネットゥーノ（1995年 - 2009年）
- C.F.C.ネットゥーノ（1993年 - 1994年）
- SCAC B.C.ネットゥーノ（1988年 - 1990年）
- ノードイタリア・ネットゥーノ（1986年 - 1987年）
- B.C.ネットゥーノ（1985年）
- ポレンギ・ネットゥーノ（1983年 - 1984年）
- シクマ・スッド・ネットゥーノ（1982年）
- グレン・グラント・ネットゥーノ（1981年）